# 楊平 (臺灣)
楊濟平（1959年6月12日—），筆名楊平，生於台灣台北市，祖籍河南省開封，臺灣現代詩詩人。退休後長居內湖持續創作。2005年邀到雪梨擔任駐市作家。曾任周刊、今天(台灣)、《創世紀》詩刊主編。有「詩界畢卡索」之稱。